# Epilimnio
El epilimnio o epilimnion es la capa superficial del agua de un lago estratificado. Es la capa que recibe mayor influencia de factores atmosféricos, como la radiación solar, viento, evaporación, entra otras. Se sitúa por encima del estrato de mayor discontinuidad térmica y por encima del hipilimnion.
Estando expuesta en la superficie, típicamente hay mezclas por turbulencia, a costa del viento. También pueden intercambiarse gases disueltos (i.e. O2 y CO2) con la atmósfera. Debido a que esta capa recibe la mayor radiación solar es también la capa en donde encontramos al fitoplancton, organismos que necesitan de la luz solar para su metabolismo. Al crecer y reproducirse, obtienen nutrientes del agua, y al morir descienden al hipolimnio resultando en una recarga de nutrientes en esa capa.

Los lagos se estratifican en tres secciones separadas:
I. El Epilimnion
II. El Metalimnion
III. El Hypolimnion
Las escalas se utilizan para asociar cada sección de la estratificación a sus profundidades y temperaturas correspondientes. La flecha se usa para mostrar el movimiento del viento sobre la superficie del agua, lo que inicia la rotación en el epilimnion y el hipolimnion.